# Anastrepha aquila
Anastrepha aquila är en tvåvingeart som beskrevs av Allen L.Norrbom 1998. Anastrepha aquila ingår i släktet Anastrepha och familjen borrflugor. Inga underarter finns listade i Catalogue of Life.